# Giada Russo
Giada Russo (Torino, 25 maggio 1997) è una danzatrice su ghiaccio italiana.
Ha iniziato la sua carriera sportiva cimentandosi nel pattinaggio artistico su ghiaccio singolo, diventando due volte campionessa italiana nel 2015 e nel 2016. A partire dalla stagione 2018/2019 è passata alla danza su ghiaccio gareggiando insieme allo spagnolo Jaime Garcìa.

## Biografia
Giada Russo ha iniziato a pattinare all'età di tre anni, frequentando il palasport Tazzoli, e già un anno dopo ha vinto la sua prima competizione. La sua carriera juniores ha raggiunto l'apice con la vittoria dei campionati italiani di categoria nel 2012; l'anno successivo, all'età di 15 anni, ha cominciato a gareggiare nella categoria senior ottenendo il terzo posto ai campionati italiani assoluti dietro campionesse del calibro di Valentina Marchei e Carolina Kostner. È allenata da sempre da Claudia Masoero e da Edoardo De Bernardis presso l'Ice Club Torino.
Reduce dalla vittoria del suo primo titolo italiano, nel 2015 ha fatto il suo debutto ai campionati europei, giungendo al 28º posto, e in seguito ha debuttato anche ai campionati mondiali raggiungendo la finale a Shanghai (24º posto). A dicembre dello stesso anno ha poi vinto il suo secondo titolo italiano, piazzandosi ancora una volta davanti a Roberta Rodeghiero. Nel 2016 ha partecipato ai campionati europei classificandosi al 14º posto, realizzando il suo punteggio totale record 143.40.
Giada Russo ha avuto pure l'opportunità di esordire alle Universiadi, prendendo parte ai Giochi di Almaty 2017 dove si è piazzata al 12º posto.
Nel gennaio 2018, grazie al secondo posto ottenuto ai campionati italiani e alle sue prestazioni in ambito internazionale, viene ufficialmente convocata per partecipare ai XXIII Giochi olimpici invernali di Pyeongchang insieme a Carolina Kostner. Lo stesso mese partecipa per la terza volta ai campionati europei ottenendo il 19º posto e stabilendo il suo nuovo record personale nel programma libero (96.57 punti). Ai Giochi di Pyeongchang 2018 è 27ª dopo il programma corto, non riuscendo a guadagnare l'accesso alla finale.
All'inizio della stagione 2018/19 ha cambiato disciplina passando alla danza su ghiaccio in coppia con lo spagnolo Jaime Garcìa per l'Agorà Skating Team di Milano. I due hanno debuttato nel campionato italiano classificandosi quinti.

## Programmi
| Stagione  | Programma corto                                 | Programma libero                                                          |
| --------- | ----------------------------------------------- | ------------------------------------------------------------------------- |
| 2017-2018 | - Eyes Wide Shut (colonna sonora)               | - Parla con lei (colonna sonora)                                          |
| 2015-2016 | - Big Spender eseguita da Shirley Bassey        | - Il violino rosso (colonna sonora) di John Corigliano                    |
| 2014-2015 | - Carmen di Georges Bizet                       | - At Last di Etta James - I Just Want to Make Love to You di Etta James   |
| 2013-2014 | - Il fantasma dell'Opera di Andrew Lloyd Webber | - W.E. di Abel Korzeniowski                                               |
| 2012-2013 | - Boléro di Maurice Ravel                       | - Adagio di Spartaco e Frigia tratto da Spartak di Aram Il'ič Chačaturjan |

## Palmarès

### Pattinaggio singolo
| Risultati                        | Risultati      | Risultati      | Risultati      | Risultati      | Risultati      | Risultati      | Risultati      | Risultati      | Risultati      | Risultati      | Risultati      | Risultati      | Risultati      | Risultati      | Risultati      |                |                |
| Internazionali                   | Internazionali | Internazionali | Internazionali | Internazionali | Internazionali | Internazionali | Internazionali | Internazionali | Internazionali | Internazionali | Internazionali | Internazionali | Internazionali | Internazionali | Internazionali | Internazionali | Internazionali |
| Evento                           | 2010–11        | 2011–12        | 2012–13        | 2013–14        | 2014–15        | 2015-16        | 2016-17        | 2017-18        |                |                |                |                |                |                |                |                |                |
| -------------------------------- | -------------- | -------------- | -------------- | -------------- | -------------- | -------------- | -------------- | -------------- | -------------- | -------------- | -------------- | -------------- | -------------- | -------------- | -------------- | -------------- | -------------- |
| Giochi olimpici                  |                |                |                |                |                |                |                | 27ª            |                |                |                |                |                |                |                |                |                |
| Campionati mondiali              |                |                |                |                | 24ª            |                |                |                |                |                |                |                |                |                |                |                |                |
| Campionati europei               |                |                |                |                | 28ª            | 14ª            |                | 19ª            |                |                |                |                |                |                |                |                |                |
| Coppa Internazionale di Nizza    |                |                |                |                |                | 6ª             | 7ª             | 11ª            |                |                |                |                |                |                |                |                |                |
| Coppa Primavera di Lussemburgo   |                |                |                |                |                | 3ª             |                |                |                |                |                |                |                |                |                |                |                |
| Cup of Tyrol                     |                |                |                |                |                |                |                | 1ª             |                |                |                |                |                |                |                |                |                |
| Dragon Trophy                    |                |                | 4ª             |                |                |                |                |                |                |                |                |                |                |                |                |                |                |
| Finlandia Trophy                 |                |                |                | 10ª            |                |                |                |                |                |                |                |                |                |                |                |                |                |
| Gardena Spring Trophy            |                |                | 3ª             | 3ª             |                | 1ª             |                |                |                |                |                |                |                |                |                |                |                |
| Hellmut Seibt Memorial           |                |                |                | 3ª             |                |                |                |                |                |                |                |                |                |                |                |                |                |
| Ice Challenge                    |                |                |                |                |                |                |                | 2ª             |                |                |                |                |                |                |                |                |                |
| International Challenge Cup      |                |                |                |                | 6ª             |                |                |                |                |                |                |                |                |                |                |                |                |
| Golden Bear                      |                |                |                |                | 6ª             |                | 2ª             | 4ª             |                |                |                |                |                |                |                |                |                |
| Merano Cup                       |                |                |                |                | 2ª             | 2ª             | 1ª             | 1ª             |                |                |                |                |                |                |                |                |                |
| Santa Claus Cup                  |                |                |                |                | 2ª             | 6ª             |                |                |                |                |                |                |                |                |                |                |                |
| Volvo Open Cup                   |                |                |                | 4ª             |                |                |                |                |                |                |                |                |                |                |                |                |                |
| Universiadi                      |                |                |                |                |                |                | 12ª            |                |                |                |                |                |                |                |                |                |                |
| Internazionali: categoria Junior |                |                |                |                |                |                |                |                |                |                |                |                |                |                |                |                |                |
| JGP Germania                     |                |                | 13ª            |                | 13ª            |                |                |                |                |                |                |                |                |                |                |                |                |
| JGP Messico                      |                |                |                | 10ª            |                |                |                |                |                |                |                |                |                |                |                |                |                |
| Coppa Internazionale di Nizza    |                |                | 14ª            |                |                |                |                |                |                |                |                |                |                |                |                |                |                |
| Coppa Primavera di Lussemburgo   |                | 1ª             |                |                |                |                |                |                |                |                |                |                |                |                |                |                |                |
| Gardena Spring Trophy            | 3ª             |                |                |                |                |                |                |                |                |                |                |                |                |                |                |                |                |
| International Challenge Cup      |                | 3ª             |                |                |                |                |                |                |                |                |                |                |                |                |                |                |                |
| Merano Cup                       |                |                |                | 3ª             |                |                |                |                |                |                |                |                |                |                |                |                |                |
| Nazionali                        |                |                |                |                |                |                |                |                |                |                |                |                |                |                |                |                |                |
| Campionati italiani              |                |                | 3ª             | 5ª             | 1ª             | 1ª             | 3ª             | 2ª             |                |                |                |                |                |                |                |                |                |
| JGP = Junior Grand Prix          |                |                |                |                |                |                |                |                |                |                |                |                |                |                |                |                |                |

### Danza su ghiaccio
(con Jaime Garcìa)
| Risultati           | Risultati |
| Nazionali           | Nazionali |
| Evento              | 2018–19   |
| ------------------- | --------- |
| Campionati italiani | 5ª        |